# M for Malaysia
M for Malaysia là một bộ phim tài liệu của Malaysia sản xuất năm 2019, do Dian Lee và Ineza Rousille đạo diễn. Phim này ghi lại cuộc bầu cử tổng thể Malaysia năm 2018. Nó được ra mắt vào ngày 12 tháng 9 năm 2019 tại Malaysia. Bộ phim này đã được chọn làm đại diện của Malaysia dự thi hạng mục Phim Nước Ngoài Xuất Sắc Nhất tại Lễ trao giải Oscar lần thứ 92, nhưng không được đề cử.
Bộ phim này ghi lại cuộc bầu cử tổng thể lần thứ 14 (GE14) vào tháng 5 năm 2018, từ chiến dịch tranh cử đến đêm bầu cử, trong đó có những khoảnh khắc lịch sử khi Pakatan Harapan tiến vào chính phủ và Mahathir Mohamad trở thành thủ tướng lần thứ hai.